# Rio Fântâna (Ucea)
O Rio Fântâna é um rio da Romênia, afluente do Ucea, localizado no distrito de Braşov.